# Oliver Evans

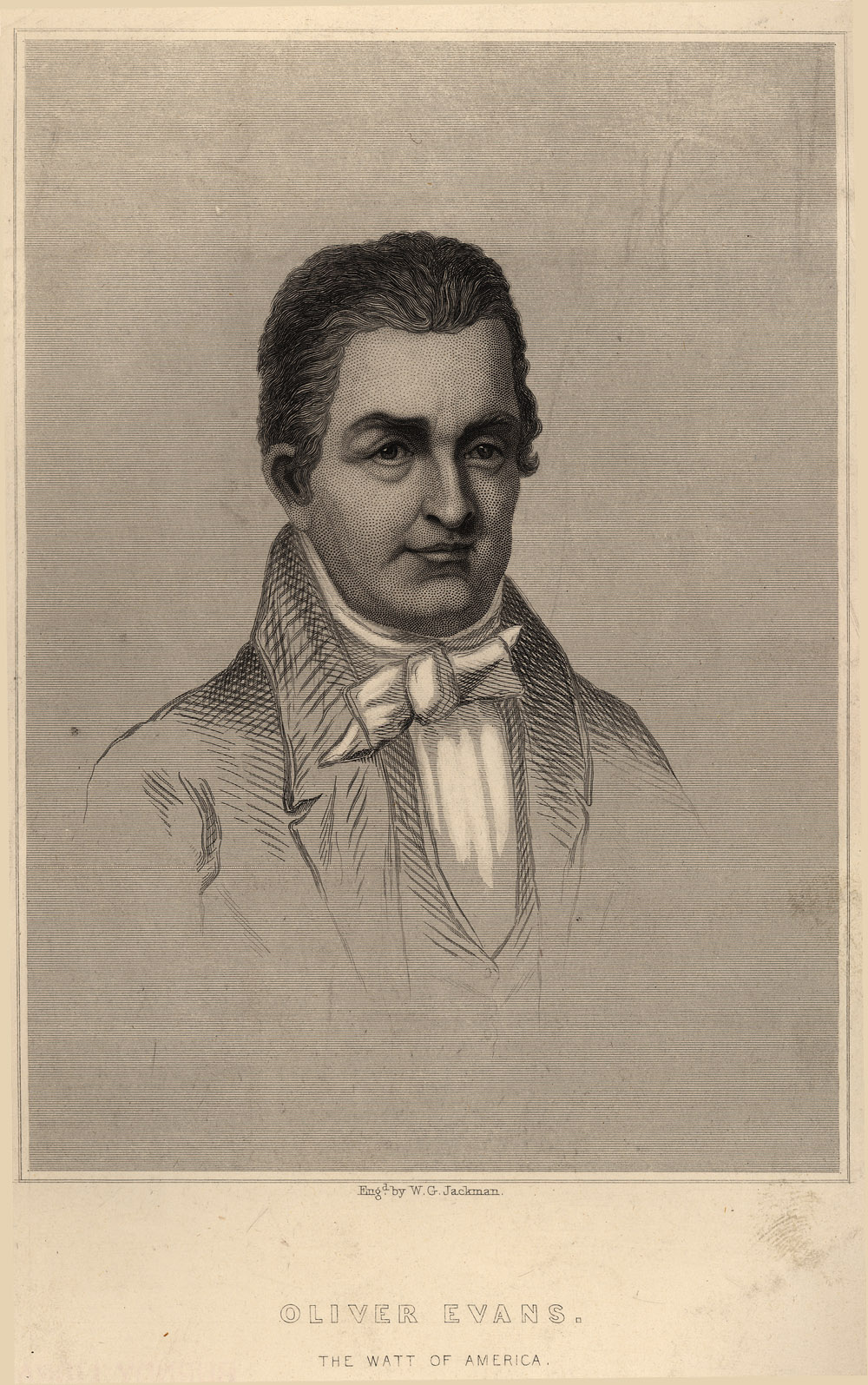
Oliver Evans (Stich von W.G.Jackman)

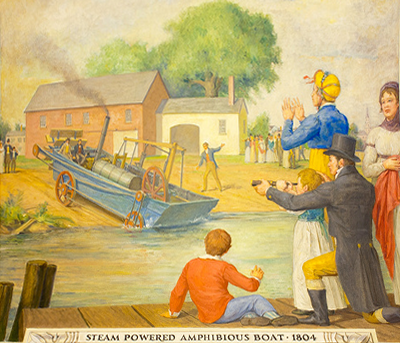
Darstellung von Oliver Evans Orukter Amphibolos von Allyn Cox im U. S. Capitol (Washington, 1973–1974)

Oliver Evans (* 13. September 1755 in Newport, Delaware Colony; † 15. April 1819 in Pittsburgh) war ein US-amerikanischer Erfinder und Unternehmer.

## Leben
Er konstruierte verschiedene Maschinen wie die erste automatische Getreidemühle, eine Förderanlage, den „Hopper Boy“, eine Maschine, die der Mehlkühlung diente und bis heute in ähnlicher Bauweise in Kaffeeröstereien verwendet wird, sowie zwei dampfbetriebene Bagger deren zweiter, der Hafenbagger Orukter Amphibolos, sowohl das erste Fahrzeug in den USA war, das sich aus eigener Kraft fortbewegen konnte, wie auch das erste Amphibienfahrzeug. Von Bedeutung sind auch seine Verbesserungen an der Hochdruckdampfmaschine und seine Beschreibung eines mit Dampf funktionierenden Kühlschranks.
Mit seiner Frau Kathy hatte er zwei Söhne, John und Theophilus Oliver.

Evans stammte aus einer Familie von Farmern. Er erlernte den Beruf eines Stellmachers und begann sich ab Ende 1772 mit der Newcomen-Dampfmaschine zu beschäftigen, die er so weit verbessern wollte, dass sie sich in ein Fahrzeug einbauen ließ. Ab 1778 diente er als Soldat im Amerikanischen Unabhängigkeitskrieg (1775–1783). Danach eröffnete er einen Laden in Tuckahoe Creek (Maryland). Er beschäftigte sich mit dampfbetriebenen Maschinen sowie mit einer automatischen Getreidemühle und immer wieder mit einem Fahrzeug, das sich selber fortbewegen konnte. Dafür verbesserte er 1801 die erste Hochdruckdampfmaschine mit Kondensationsbetrieb, die er gegen viele Widerstände und Gegner wie den Erfinder der Niederdruckdampfmaschine, James Watt (1736–1819), oder den Architekten Benjamin Henry Latrobe durchsetzte. Orukter Amphibolos wurde Ende 1804 fertiggestellt und in der zweiten Juliwoche des Jahres 1805 der Öffentlichkeit vorgestellt. 

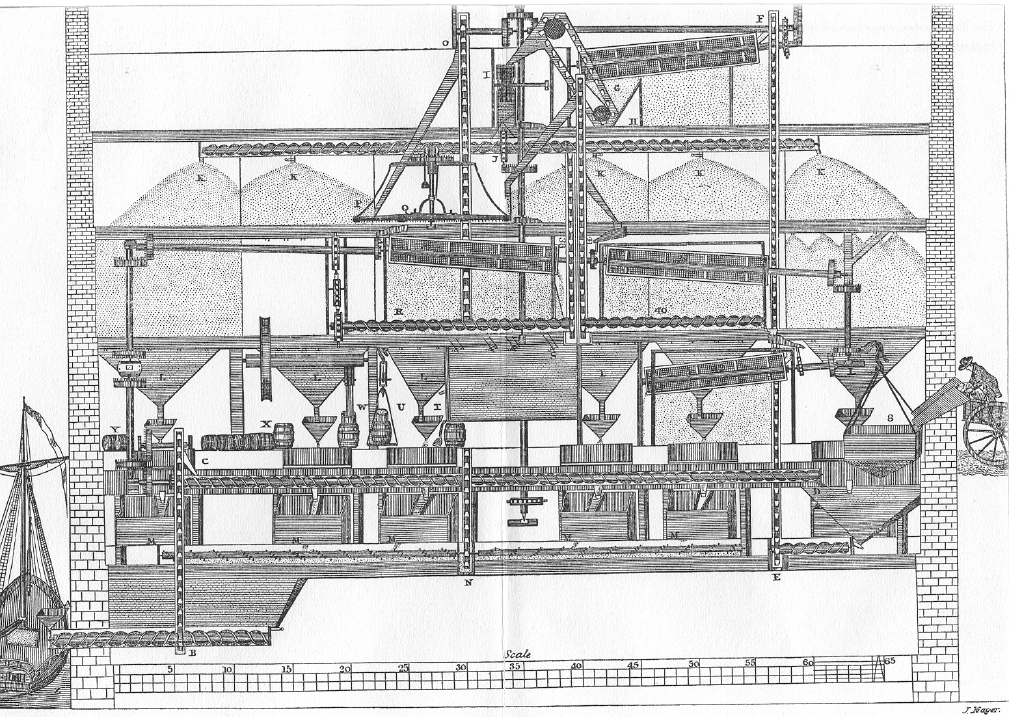
Schema der ersten automatisierten Getreidemühle

Auszug aus Meyers Konversationslexikon von 1888:

„Evans (spr. éwens), 1) Oliver, Mechaniker, geb. 1755 zu Newport in Delaware, kam bei einem Wagner in die Lehre und konstruierte nach kaum überstandener Lehrzeit eine Spinnmaschine und eine Mühleneinrichtung. Auch entwarf er eine Hochdruckmaschine ohne Kondensation, die er zur Fortbewegung von Wagen empfahl, und von der er 1787 und 1794 Zeichnungen nach England sandte. Mit seinen Brüdern verbunden, verbesserte er die Details der Mahlmühlen, und 1786 suchte er die Patentierung einer Dampfmühle und eines Dampfwagens nach, die mit hohem Dampfdruck betrieben werden sollten. 1800 begann er den Bau derartiger Einrichtungen, und 1804 baute er einen Dampfbagger, der durch ein von der Dampfmaschine bewegtes Schaufelrad getrieben wurde. Dieselbe Dampfmaschine hatte vorher als Lokomotive den Bagger von der Fabrik ans Wasser befördert. E. nimmt neben Watt eine sehr hervorragende Stellung in der Geschichte der Dampfmaschine ein, aber er wurde nicht in gleichem Maß durch die Verhältnisse gefördert, und epochemachende Ideen, wie die Benutzung der Dampfmaschine zum Fortbewegen von Schiffen und Lastwagen, konnte er nicht zur Ausführung bringen, weil kein Kapitalist ihn unterstützte. Für die Müllerei konstruierte er den Elevator, den Conveyer, den Mehlkühler, den Aufschütter etc. Er starb am 19. April 1819 in Pittsburg. E. schrieb: ‘The young millwright’s and miller’s guide’ (New York 1795, 4. Aufl. 1821; nach der 5. Aufl. franz. von Bénoit, Par. 1830); ‘Guide for the mechanical engineers etc.’ (1805; franz. von Doolittle, das. 1822).“

Ein schwerer Rückschlag war die Nicht-Erneuerung seiner Müllerei-Patente 1808, durch welche ihm die Existenzgrundlage entzogen wurde. Er stellte sein zweites Buch fertig, das sich an Konstrukteure von Dampfmaschinen richtete. 1808 etablierte der US-Kongress seine Rechte wieder mit Gültigkeit bis 1830.
Seine letzten Jahre verbrachte er mit dem Aufbau der Mars Iron Works und der Fairmount Engine Works. Allmählich ließen sich seine Dampfmaschinen verkaufen.
1816 verstarb seine Frau. 1818 heiratete er Hetty Ward aus der Bowery in New York. Dort erkrankte er 1819 an einer Lungenentzündung. Anders als bei Meyer’s Konversationslexikon dargestellt, verstarb er hier an einem Herzanfall, nachdem ihn die Nachricht erreicht hatte, dass die Mars Iron Works niedergebrannt waren. Das Feuer war von einem Lehrling des Betriebs vorsätzlich gelegt worden, anscheinend ohne tieferen Grund. Evans’ sämtliche Pläne und Zeichnungen und damit sein Lebenswerk wurden ein Raub der Flammen.

## Werke
- The Young Mill-Wright & Miller's Guide ... by Oliver Evans, of Philadelphia. (Handbuch für Müller), ISBN 978-1170895924
- Guide for the mechanical engineers etc.
- Patent Right Oppression Exposed; or Knavery Detected, eine Satire in Versen über seine Erfahrungen mit dem Patentrecht; veröffentlicht unter Pseudonym